# Semaeopus sticticata
Semaeopus sticticata är en fjärilsart som beskrevs av W. Warren 1897. Semaeopus sticticata ingår i släktet Semaeopus och familjen mätare. Inga underarter finns listade i Catalogue of Life.